# Ранняя Шу
Великая Шу (кит. 大蜀, пиньинь Dàshǔ), вошедшее в историю в ретроперспективе как Ранняя Шу (кит. 前蜀, пиньинь Qiánshǔ) — государство, существовавшее после распада империи Тан. Его правители правили на юге Китая в период пяти династий и десяти государств. Столицей государства был город Чэнду, оно занимало основную часть современной провинции Сычуань, территорию современного города центрального подчинения Чунцин, южные части провинций Шэньси и Ганьсу и западную часть провинции Хубэй.

## История

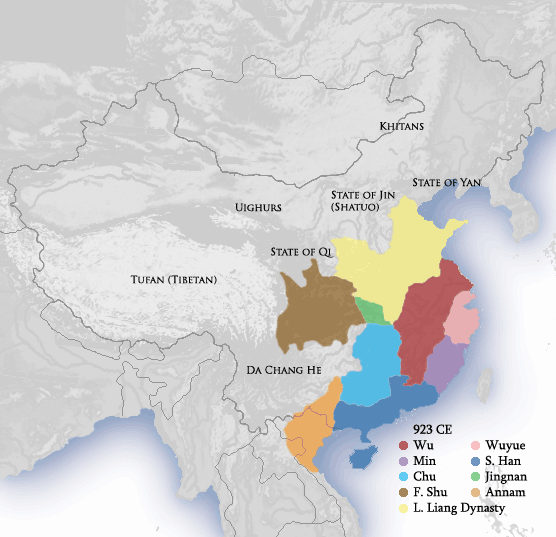
Китай в 923 году. Ранняя Шу окрашена в коричневый цвет

В 891 году танский император Чжао-цзун сделал Ван Цзяня военным губернатором Сичуаня (запад провинции Сычуань). Пользуясь ослаблением центральной власти, тот расширил свои владения на восток, а когда в 907 году полководец Чжу Вэнь вынудил последнего императора Тан отречься от престола и провозгласил себя первым императором новой династии — отказался признать его власть. Он попытался договориться с другими военными губернаторами о свержении узурпатора, но, не найдя поддержки, решил сам стать независимым правителем.
В конце 908 года войска Шу, Ци и Цзинь попытались совместными усилиями атаковать столицу Поздней Лян город Чанъань, но после того, как генералы поздней Лян Лю Чжицзюнь и Ван Чжунши разбили армию Ци, войска Цзинь и Шу отступили.
В 911 году альянс между Шу и Ци рухнул, а вскоре между ними начались военные действия. В последующие годы Ци постепенно теряло свои земли, и к 917 году, фактически, контролировало лишь столичный уезд Фэнсянь. В 917 году Ван Цзянь объявил о смене названия страны с Шу на Хань, однако весной 918 года вернул стране прежнее наименование. Вскоре он скончался, и на трон взошёл его сын Ван Янь, при котором страна начала приходить в упадок.
В 923 году северный сосед Шу — Поздняя Лян — была завоёвана Поздней Тан. Осенью 925 года войска Поздней Тан двинулись на Шу и разгромили её армию. Весной 926 года Шу официально покорилась Поздней Тан, войдя в её состав.

## Правители
| Храмовое имя (廟號 miàohào) | Посмертное имя (諡號 shìhào)     | Личное имя               | Годы правления | Эра летоисчисления (年號 niánhào) и годы эры |
| --------------------------- | -------------------------------- | ------------------------ | -------------- | --- |
| Гао-цзу 高祖 Gāozǔ          | слишком сложно, не употребляется | Ван Цзянь 王建 Wáng Jiàn | 907—918        | - Тяньфу (天復 Tiānfù) 907 - Учэн (武成 Wǔchéng) 908—910 - Юнпин (永平 Yǒngpíng) 911—915 - Тунчжэн (通正 Tōngzhèng) 916 - Тяньхань (天漢 Tiānhàn) 917 - Гуантянь (光天 Guāngtiān) 918 |
| Хоу Чжу 後主 Hòu Zhǔ        | отсутствует                      | Ван Янь 王衍 Wáng Yǎn    | 918—925        | - Цяньдэ (乾德 Qiándé) 918—925 - Сянькан (咸康 Xiánkāng) 925 |